# نورمان جونسون (لاعب هوكي جليد)
نورمان جونسون هو لاعب هوكي جليد كندي، ولد في 27 نوفمبر 1932 في موسجاو في كندا، وتوفي في 22 مارس 2016 في بورتلاند في الولايات المتحدة.

## وصلات خارجية
- نورمان جونسون على موقع دوري الهوكي الوطني (الإنجليزية)
- نورمان جونسون على موقع قاعة مشاهير الهوكي (لاعب أن.إتش.أل) (الإنجليزية)
- نورمان جونسون على موقع EliteProspects.com (الإنجليزية)
- نورمان جونسون على موقع HockeyDB.com (الإنجليزية)
- نورمان جونسون على موقع Hockey-Reference.com (الإنجليزية)